# Abelardo Fernández
Abelardo Fernández Antuña (Gijón, 19 maart 1970) is een Spaans voormalig voetballer en huidig voetbaltrainer. Als voetballer speelde hij doorgaans centraal in de verdediging.  Hij is ook gekend onder de voetbalnaam 'Pitu'.

## Spelerscarrière
Vanaf 1979 speelde Fernández samen met Luis Enrique bij het futbito-team (zaalvoetbal) van Xeitosa, een van de beste teams van de regio Asturias. Het tweetal werd in 1981 kampioen met Xeitosa en de lokale profclubs Real Oviedo en Sporting Gijón wilden Fernández en Enrique graag in hun jeugdopleiding. De twee kozen uiteindelijk voor de befaamde cantera van Sporting. Vanaf het seizoen 1989/1990 was Fernández een vaste waarde in het eerste elftal van Sporting. In 1994 haalde Johan Cruijff Fernández naar FC Barcelona.
De verdediger, die in 1996 herenigd werd met Enrique bij de club, zou tot 2002 bij de Catalaanse club blijven. Hij won met FC Barcelona onder andere de UEFA Cup Winners' Cup (1997) en twee landstitels (1998, 1999). In februari raakte Fernández zwaar geblesseerd en de verdediger was een jaar uitgeschakeld. Na de terugkeer van Louis van Gaal bij Barça in 2002 besloot Fernández te vertrekken, aangezien de Nederlander en de Spanjaard in de eerste periode van Van Gaal al eens in aanvaring waren gekomen.
Fernández was in die periode overigens ook de speler die door Van Gaal eens aangepakt werd voor het geven van een balón d'hospital op training (ziekenhuisbal, een term die men in Spanje niet kent). In 2002 tekende Fernández een contract bij Deportivo Alavés. Een ongelukkige keuze, want in 2003 degradeerde de Baskische club. Fernández besloot toen zijn carrière als profvoetballer te beëindigen.

## Clubstatistieken
| Seizoen | Club             | Competitie       | Duels | Goals |
| ------- | ---------------- | ---------------- | ----- | ----- |
| 1989/90 | Sporting Gijón   | Primera División | 33    | 2     |
| 1990/91 | Sporting Gijón   | Primera División | 38    | 1     |
| 1991/92 | Sporting Gijón   | Primera División | 35    | 2     |
| 1992/93 | Sporting Gijón   | Primera División | 37    | 3     |
| 1993/94 | Sporting Gijón   | Primera División | 36    | 5     |
| 1994/95 | FC Barcelona     | Primera División | 30    | 4     |
| 1995/96 | FC Barcelona     | Primera División | 31    | 1     |
| 1996/97 | FC Barcelona     | Primera División | 21    | 3     |
| 1997/98 | FC Barcelona     | Primera División | 15    | 0     |
| 1998/99 | FC Barcelona     | Primera División | 31    | 1     |
| 1999/00 | FC Barcelona     | Primera División | 25    | 1     |
| 2000/01 | FC Barcelona     | Primera División | 19    | 1     |
| 2001/02 | FC Barcelona     | Primera División | 7     | 0     |
| 2002/03 | Deportivo Alavés | Primera División | 18    | 8     |

## Interlandcarrière
Fernández speelde 54 interlands voor het Spaans nationaal elftal, waarin hij drie doelpunten maakte. Hij debuteerde op 4 september 1991 tegen Uruguay en speelde zijn laatste interland op 28 februari 2001 tegen Engeland. De verdediger nam met Spanje deel aan de WK's van 1994 en 1998 en EK's van 1996 en 2000. Bovendien won Fernández in 1992 op de Olympische Zomerspelen van Barcelona de gouden medaille met het Spaans olympisch elftal.

## Trainerscarrière
Fernández was van mei 2014 tot januari 2017 trainer van het eerste elftal van Sporting Gijón. Bij zijn aanstelling bij de A-ploeg leidde hij reeds sinds seizoen 2012-2013 de B-ploeg, maar toen José Ramón Sandoval ontslagen werd, schoof hij voor de rest van het seizoen 2013-2014 door naar de A-ploeg..  De ploeg eindigde uiteindelijk op een vijfde plaats en plaatste zich zo voor de eindronde.Daar werd het onmiddellijk uitgeschakeld door UD Las Palmas. Het daaropvolgende seizoen 2014-2015 leidde hij de club terug naar het hoogste niveau van het Spaanse voetbal, door als tweede te eindigen na kampioen Real Betis. Tijdens het eerste seizoen 2015-2016 kon de ploeg zich handhaven met een zeventiende plaats.  Het daaropvolgende seizoen 2016-2017 verliep moeilijker. Nadat de club hem ontsloeg vanwege teleurstellende prestaties vertelde hij op een persconferentie op 18 januari 2017 huilend dat hij afzag van een afkoopsom van vier miljoen euro, waar hij recht op had vanwege een doorlopend contract tot 2020. Hij noemde zijn loyaliteit aan de club belangrijker dan geld. Fernández werd geboren in de stad, groeide op als fan van Sporting en diende de club vijf jaar als speler. Hij werd opgevolgd door Rubi bij de club die op dat moment de achttiende plaats bezette in de Primera División.  Ook deze laatste kon geen verbetering brengen en toen de ploeg op het einde van het seizoen nog steeds op deze plaats stond, degradeerde ze terug.
In december 2017 werd Abelardo trainer van Deportivo Alavés, de club waar hij in 2003 zijn spelerscarrière had afgesloten. Fernández slaagde erin om de club uit de degradatiezone te trekken en parkeerde de club in het seizoen 2017-2018 op een veertiende plaats in de Primera División. Het seizoen 2018-2019 streed Alavés onder Fernández lang mee om een Europees ticket, maar uiteindelijk finishte de club op een elfde plaats in het klassement. Op het einde van het seizoen nam hij afscheid van de club.
Fernández werd na zijn vertrek bij Alavés genoemd bij Real Betis en Spanje, maar uiteindelijk ging hij in december 2019 aan de slag bij RCD Espanyol, dat op dat moment laatste stond in de Primera División. Hij werd zo al de derde coach van het seizoen bij Espanyol, na David Gallego en Pablo Machín. Op 27 juni 2020 zette Espanyol, dat zes maanden na zijn aanstelling nog steeds laatste stond, hem aan de deur.
In januari 2021 ging Fernández een tweede keer aan de slag als trainer van Deportivo Alavés. Ook hier werd hij de opvolger van Machín. Toen de club na een 1-3-nederlaag tegen Celta de Vigo terugzakte naar de laatste plek in de Primera División, werd hij op 5 april 2021 opnieuw ontslagen.
Op 3 mei 2022 werd hij tot het einde van het seizoen 2021-2022 aangesteld als trainer bij Sporting Gijón, een ploeg die nog knokte voor haar behoud op het tweede niveau van het Spaanse voetbal.  De ploeg stond op een zeventiende plaats toen hij aankwam en deze plaats bleef op het einde van het seizoen behouden, goed genoeg om het behoud te verzekeren.  Hij bleef tijdens het seizoen 2022-2023 aan het roer van de ploeg uit Gijón, maar toen op 15 januari 2023 de ploeg zich op een vijftiende plaats bevond werd hij ontslagen en op 17 januari 2023 vervangen door Miguel Ángel Ramírez.
Na anderhalf jaar kreeg hij een nieuwe kans bij reeksgenoot FC Cartagena. De trainer die de ploeg het vorige seizoen redde van de degradatie, Julián Calero Fernández, zou niet verder gaan tijdens seizoen 2024-2025. Dezelfde dag volgde 'Pitu' hem op.

## Erelijst

### Als speler
FC Barcelona
- La Liga: 1997/98, 1998/99
- Copa del Rey: 1996/97, 1997/98
- Supercopa de España: 1994, 1996
- UEFA Cup Winners' Cup: 1996/97
- UEFA Super Cup: 1997

 Spanje onder 23
- Olympische Zomerspelen: 1992

### Als trainer
Candás
- Copa Federación de España (Asturië-toernooi): 2010

 Tuilla
- Copa Federación de España (Asturië-toernooi): 2011

 Sporting Gijón
- Vice kampioen Segunda División A met promotie : 2015

1 Cañizares ·
2 Ferrer ·
3 Lasa ·
4 Solozábal ·
5 Juanma ·
6 Villabona ·
7 Amavisca ·
8 Enrique ·
9 Guardiola ·
10 Abelardo ·
11 Manjarín ·
12 Paqui ·
13 Jiménez ·
14 Vidal ·
15 Soler ·
16 Miguel · 
17 Berges ·
18 Pinilla ·
19 Kiko ·
20 Alfonso ·
Coach: Miera
1 Zubizarreta  ·
2 Ferrer ·
3 Otero ·
4 Camarasa ·
5 Abelardo ·
6 Hierro ·
7 Goikoetxea ·
8 Guerrero · 
9 Guardiola ·
10 Bakero ·
11 Begiristain ·
12 Sergi Barjuán ·
13 Cañizares ·
14 Juanele ·
15 Caminero ·
16 Miñambres ·
17 Voro ·
18 Alkorta ·
19 Salinas ·
20 Nadal ·
21 Enrique ·
22 Lopetegui ·
Coach: Clemente
1 Zubizarreta  ·
2 López ·
3 Belsué ·
4 Alkorta ·
5 Abelardo ·
6 Hierro ·
7 Amavisca ·
8 Guerrero ·
9 Pizzi ·
10 Donato ·
11 Alfonso ·
12 Sergi Barjuán ·
13 Cañizares ·
14 Kiko ·
15 Caminero ·
16 Otero ·
17 Manjarín ·
18 Amor ·
19 Salinas ·
20 Nadal ·
21 Enrique ·
22 Molina ·
Coach: Clemente
1 Zubizarreta  ·
2 Ferrer ·
3 Aranzábal ·
4 Alkorta ·
5 Abelardo ·
6 Hierro ·
7 Morientes ·
8 Guerrero · 
9 Pizzi ·
10 Raúl ·
11 Alfonso ·
12 Sergi Barjuán ·
13 Cañizares ·
14 Campo ·
15 Aguilera ·
16 Celades ·
17 Etxeberria ·
18 Amor ·
19 Kiko ·
20 Nadal ·
21 Enrique ·
22 Molina ·
Coach: Clemente
1 Cañizares ·
2 Salgado ·
3 Aranzábal ·
4 Guardiola ·
5 Abelardo ·
6 Hierro  ·
7 Helguera ·
8 Fran ·
9 Munitis ·
10 Raúl ·
11 Alfonso ·
12 Sergi Barjuán ·
13 Casillas ·
14 Gerard ·
15 Engonga ·
16 Mendieta ·
17 Etxeberria ·
18 Jémez ·
19 Velasco ·
20 Urzaíz ·
21 Valerón ·
22 Molina ·
Coach: Camacho